# جوري (اسم)
جوري هو اسم علم مؤنث عربي، واسم جوري مشتق من ورد الجوري نوع من أنواع الورد، ويعني الاسم "الوردة" أو الزهرة أو زهرة الجوري.